# Candeias (Minas Gerais)
Candeias é um município brasileiro do estado de Minas Gerais. Sua população estimada em 2022 era de 14 001 habitantes.

## História
Candeias, antigo distrito criado em 1866/1891 subordinado ao município de Campo Belo e conhecido como Nossa Senhora das Candeias entre 1923 a 1933, foi elevado à categoria de município com a denominação atual pelo decreto-lei estadual nº 148 de 17 de dezembro de 1938.

## Administração
- Prefeito: Rodrigo Moraes Lamounier (2017/2020)
- Vice-prefeito: José Rubens Máximo
- Presidente da câmara: Gilmar das Chagas de Sousa [7]